# Searsia lancea
Searsia lancea és una espècie de planta de la família de les Anacardiàcies.

## Descripció

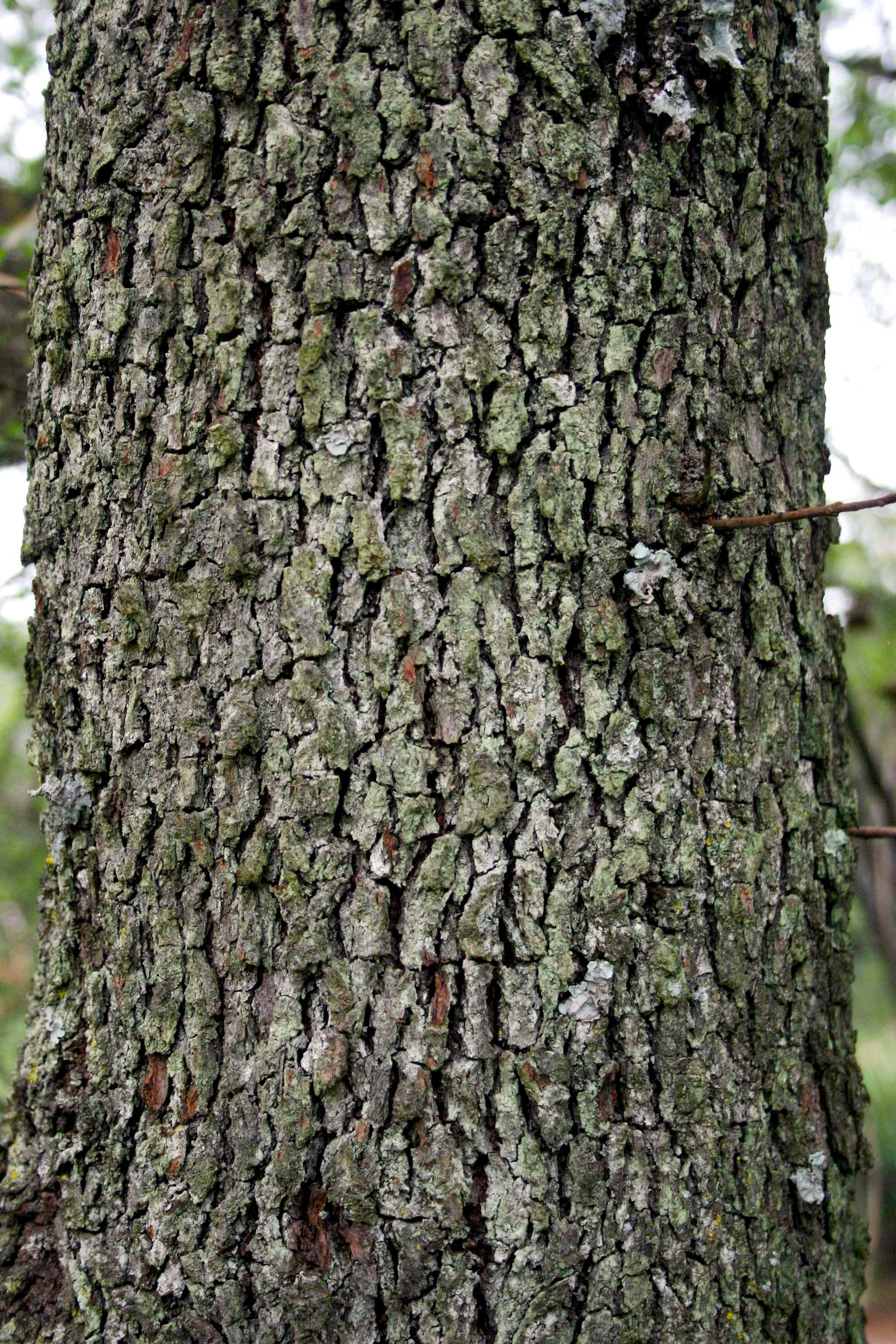
Tronc

És un arbre perennifoli, resistent a les gelades i tolerant a les sequeres, el qual pot arribar a mesurar fins a 8 m d'alçada amb una extensió de 5 metres. Té una forma ploranera elegant, amb una escorça esquerdada fosca que contrasta bé amb les fulles trifoliades verd-fosques sense borrissols, amb els marges llisos. Produeix petites flors grogues a les que les segueixen fruits aplanats groc-verdosos, els quals són assaborits per les aus.

## Usos
En temps anteriors els fruits van ser picats, se'ls va afegir aigua i se'ls va deixar fermentar, produint una cervesa refrescant. Aquest és un bon arbre d'ombra per als jardins, parcs i voreres i és un dels arbres més comuns al Highveld i a la sabana arbrada d'Àfrica austral a Sud-àfrica, però no es troba al Lowveld. L'afavoreixen àrees riques en calç al Karoo i a Namíbia.